# Gélotologie
La gélotologie (du grec gelos : « rire » et de logos : « parole, discours ») est l'étude du rire et de ses effets sur le corps. Les limites de cette discipline, récemment née aux États-Unis sous le nom de "Gelotology" sont peu précises, elle relève essentiellement de la psychologie et de la médecine. Cette pratique récente a pour but de créer chez le patient un apaisement.
Pour une approche globale du phénomène du rire, l'approche biologique peut néanmoins être articulée avec la sociologie, l'anthropologie, l'ethologie, la philosophie ou l'histoire.
La gélothérapie est une application de la gélotologie dans le domaine de la médecine. Ses promoteurs la qualifient parfois de « rigolothérapie » ou de « rirothérapie » ; ils la présentent souvent comme une médecine complémentaire ayant des vertus thérapeutiques.

## Causes du rire
Nous rions non seulement quand nous sommes heureux, mais aussi quand nous sommes nerveux, effrayés ou chatouillés. Quand on se moque de quelqu'un, le rire exprime de l'agressivité tandis que rire ensemble au lit peut être l'expression d'excitation sexuelle. Certains psychologues distinguent 18 types différents de sourires, mais une seule variante est l'expression d'un plaisir honnête et spontané.

## Effets du rire

### Effets psychologique du rire

#### Diminution de la douleur
Le rire améliore la circulation sanguine et diminue ainsi le risque de maladies cardiovasculaires,. Des patients souffrant de douleurs, après seulement quelques minutes de rire, se sentaient soulagé, jusqu'à plusieurs heures.
La tension musculaire qui accompagne la douleur, c'est-à-dire une contracture des muscles de la zone blessée, peut être réduite, par une action sur le système nerveux parasympathique, lors du rire.

#### Stress
Les hormones du plaisir, appelées endorphines, sont libérées pendant le rire. Même sous les tensions du travail, les tensions seraient ainsi relâchées,.
E. Smadja écrit que "les expériences sur la chimie du plaisir (...) nous invitent à penser que les systèmes catécholaminergiques (noradrénaline, adrénaline et dopamine) seraient impliqués dans le rire." Les catécholamines libérées maintiennent en éveil et augmentent la fréquence cardiaque et respiratoire.
Hajime Kimata examine les effets physiologique du rire sur des patients atteints de dermatite atopique. Il mène plusieurs recherches qui emploient le protocole suivant : la moitié des participants visionnent un film humoristique et l'autre moitié regardent un film contrôle non-humoristique d'égale longueur,. Après exposition, il mesure certains indicateurs biochimiques. Il suggère que visionner un film humoristique agit sur certains composants liés au stress, ce qui agit en retour sur les symptômes de la dermatite atopique.

### Effet physiologique du rire

#### Activité respiratoire
"Selon Fry et Hader, le rire débute sur une expiration de grande amplitude suivie d'une pause puis le rire est entretenu par de courtes inspirations-expirations (microcycles) saccadées, qui contribuent à vider plus complètement les poumons de leur air de réserve. Le rire se termine par une profonde inspiration suivie d'une pause."

#### Activité phonatoire
Au cours du rire, les cordes vocales réalisent des mouvements rapides d'abduction-adduction synchrones de la motricité diaphragmatique. La pharyngo larynx est aussi animé de mouvements, ceux-ci étant verticaux et antéropostérieurs rythmés par les vocalisations synchrones de l'activité vélaire composé de mouvements rapides et saccadés du voile du palais et des piliers postérieurs.
John H. Esling distingue plusieurs états du larynx, quand il est élevé (raised) la tonalité du rire est grave, tandis que quand il est baissé (lowered) la tonalité est aïgue.

## Histoire
Si avant le XXe siècle le comique est une pratique courante, il est rarement étudié sérieusement comme objet. L'étude du rire est probablement initiée par des écrivains et certains philosophes.
Les philosophes ou écrivains à proposer des explications au rire, à l'humour ou au comique sont chronologiquement :

### L'étude du rire en Grèce antique
On retrouve des traits d'humour en Grèce Antique, comme l'ironie socratique ou certaines apostrophes de Diogène de Sinope déjà assez subversives. L'utilisation de l'ironie est parfois stratégique, comme c'est le cas chez certains rhéteurs. On repère par exemple de l'ironie dans beaucoup d’œuvres littéraires, comme Lucien de Samosate, ou Montaigne.
De plus, certaines notes rapportent qu'en Grèce antique des hôpitaux ont été construits près des théâtres, et les patients qui entendaient le rire et la joie du public, récupéreraient plus rapidement.

### L'étude du rire en Rome antique
Cicéron écrit dans De oratore :
« Ainsi, tromper l’attente des auditeurs, railler les défauts d’autrui, relever avec esprit les nôtres mêmes, jeter du ridicule par une comparaison plaisante, déguiser nos pensées par l’ironie, laisser échapper à dessein des naïvetés, reprendre les sottises de nos adversaires ; autant de moyens de faire rire. »

### L'étude du rire auXIXesiècle
- Emmanuel Kant[16] écrit dans La Critique de la faculté de juger :« Dans la plaisanterie, le jeu part de pensées, qui dans leur ensemble, lorsqu'elles tendent à s'exprimer de manière sensible, mettent aussi le corps en action ; et tandis que l'entendement en cette présentation, en laquelle il ne découvre pas ce qu'il attend, se relâche soudain, on sent l'effet du relâchement dans le corps par l'oscillation des organes, qui réalise le rétablissement de leur équilibre et qui a une heureuse influence sur la santé (...).Il faut qu'il y ait quelque chose d'absurde en tout ce qui doit provoquer un rire vivant et éclatant (...). Le rire est une affection résultant de l'anéantissement soudain d'une attente pleine de tension. »[17],[18]
- Schopenhauer propose une théorie similaire à Kant dans Le monde comme volonté et comme représentation :« On rit souvent lorsqu'on découvre tout à coup une discordance frappante entre un objet réel unique et le concept sous lequel il a été subsumé à juste titre, mais à un seul point de vue. Plus est forte la subsomption de telle réalité sous le concept en question, plus en outre leur contraste avec lui sera considérable et nettement tranché et plus d'autre part sera puissant l'effet risible qui jaillira de cette opposition (...) Le rire se produit donc toujours à la suite d'une subsomption paradoxale, et par conséquent inattendue, qu'elle s'exprime en paroles ou en action. »[19],[20]
- Kierkegaard publie en 1841 sa thèse intitulée Le concept d'ironie constamment rapporté à Socrate, dans laquelle il montre que Socrate utilise l’ironie afin de faciliter la naissance de la subjectivité chez ses interlocuteurs qui, obligés d'abandonner leurs réponses immédiates, commencent à penser par eux-mêmes. Il conçoit l'ironie socratique comme la faculté de négation universelle et illimitée :« L'ironie ne concerne plus tel ou tel phénomène particulier, être-de-fait isolé, mais la vie tout entière est devenue étrangère au sujet ironique qui, à son tour, devient étranger à la vie ; comme la réalité n'a plus de valeur aux yeux de ce dernier, il devient, dans une certaine mesure, irréel lui aussi. »[21],[22]
- En 1885, Alexandre Bain explique dans Les émotions et la Volonté :« Sous ce point de vue, le comique est la réaction du sérieux. Les attributs dignes, solennels, stables des choses exigent de nous une certaine rigidité, une certaine contrainte ; si nous sommes brusquement délivrés de cette contrainte, la réaction d’hilarité s’ensuit. (...) C’est sous sa forme forcée que le sérieux, le solennel qui accompagne une position officielle produit, au contact de la trivialité ou de la vulgarité, une réaction, une jouissance la plus franchement gaie qu’il puisse y avoir... »[23]

### Etude du rire duXIXesiècleà nos jours
Henri Bergson, en 1900, publie Le Rire.
Au début du XXe siècle, la psychologie émerge et prend la relève de l'étude du rire. Certaines recherches sur le langage ou la communication sont utilisées pour expliquer le comique.
C'est le cas de Sigmund Freud, dans Le mot d'esprit et sa relation avec l'inconscient publié en 1905.
Il semble que le terme de "gélotologie" apparaît au XXIe siècle, parallèlement à l'essor des neurosciences et de la psychologie.
La gélotologie a d'abord été étudiée par des psychiatres comme une forme de médecine nommée gélothérapie. Aujourd'hui un certain nombre de thèses francophones de médecine et de psychiatrie ont été consacrées à la gélothérapie,,.
En France, cette discipline reste assez méconnue et le terme de gélotologie ne figure pas dans la majorité des dictionnaires.

## Thérapies
Dès 1963, William F. Fry, psychiatre de l'Université de Stanford, montre dans plusieurs articles les vertus thérapeutiques du rire.

### Médecin Clown
L'association loi Le rire médecin est créée en 1991 en France pour employer des clowns hospitaliers dans les services pédiatriques.
Depuis le début des années 80, le docteur Patch Adams affirme que « les patients plus détendus et joyeux réagissaient mieux aux traitements, acceptaient plus facilement les soins ». Convaincu que le rire, la joie et la créativité font partie intégrante du processus de guérison, Patch Adams veut redéfinir le concept d'« hôpital » et crée l'institut Gesundheit! en 1971.
En 2017, ses clowns ont joué plus de 80 000 spectacles personnalisés aux enfants, à leur famille et aux soignants. De plus en plus de psychologues et de médecins s'occupent de l'application thérapeutique de l'humour et du rire dans les hôpitaux et pendant la thérapie.
Ce sont des guignols qui interrogent les médecins sur l'état des patients et, après consultation avec les médecins, réconfortent et écoutent les problèmes des patients. Le but des clowns est de détendre l'atmosphère souvent lugubre de la clinique en faisant rire les patients et ainsi contribuer à leur rétablissement. Il y a maintenant des médecins clowns dans le monde entier, en particulier aux États-Unis et en Europe,.

### Yoga du rire
Le yoga du rire est un concept assez récent, fondé par le cardiologue Indien Madan Kataria. L'exercice consiste en des techniques respiratoires, de relaxation et de rire, souvent basé sur la contagion émotionnelle.
D'un point de vue psychosomatique, l'effet bénéfique du rire sur la santé consiste principalement à surmonter l'adversité. Ainsi, le rire peut permettre de s'évader lors d'une situation apparemment insurmontable. Lorsque les liens d'une situation stressante sont reconnus, la tension intérieure est relâchée sous forme de rire.

### Développement personnel
Le journaliste Norman Cousin témoigne dans son livre autobiographique "Comment je me suis soigné par le rire" de sa guérison par les médecins Patch Adams et Madan Kataria et de l'effet placebo du rire.
Corinne Cosseron, auteure du terme "rigologie" fonde en 2002 "L'école internationale du rire et du bonheur"

### Salle de rire
Certains hôpitaux disposent d'une salle de rire, où les patients adultes ou enfants peuvent visionner des films drôles, lire des livres et des bandes dessinées comiques ou écouter des CD et des cassettes humoristiques.

## Législation
Des textes législatifs et réglementaires encadrent cette pratique de thérapie par le rire.